# Galleria nazionale dell'Umbria
La Galleria nazionale dell'Umbria  è un museo statale italiano con sede nel Palazzo dei Priori di Perugia. Conserva la maggiore raccolta di opere dell'arte umbra ed alcune tra le più significative opere dell'arte dell'Italia centrale, dal XIII al XIX secolo.
È di proprietà del Ministero per i beni e le attività culturali, che dal 2014 la ha annoverata tra gli istituti museali dotati di autonomia speciale.

## Storia
Le sue origini si intersecano con la nascita dell'Accademia del disegno, che intorno alla seconda metà del XVI secolo aveva sede nel Convento degli olivetani a Montemorcino, nella quale vennero raccolti una prima parte di disegni e dipinti.
A causa della soppressione degli ordini religiosi imposta dapprima dall'impero napoleonico e poi dal Regno d'Italia, tra la fine del XVIII secolo e la metà del XIX, il materiale raccolto aumentò notevolmente in quanto le opere artistiche di maggior pregio passarono in proprietà allo Stato, andando così ad integrare (quando non furono disperse tra i musei di tutto il mondo) la raccolta dell'Accademia.
Nel 1863 fu istituita una pinacoteca civica intitolata a Pietro Vannucci, ma il problema a quel punto era quello di trovare una sede adeguata per tutto il materiale raccolto.
Nel 1878 la pinacoteca lasciò la vecchia sede dell'Accademia e fu trasferita al terzo piano del palazzo dei Priori.
Ampliata con acquisti e donazioni, nel 1918 assunse la denominazione di Regia galleria Vannucci. Nel corso degli anni sono stati ricavati nuovi spazi espositivi concessi in uso dal Comune e l'esposizione museale odierna è organizzata in sequenza cronologica e articolata per ambiti stilistici. Alcune sale del terzo piano sono adibite ad uso esclusivo di mostre temporanee di carattere artistico o culturale in genere. La Galleria è stata al centro di un vasto progetto di consolidamento strutturale, allestimento museale e ordinamento museografico. Alcuni di questi interventi sono stati realizzati anche grazie ai fondi del Gioco del Lotto, in base a quanto regolato dalla legge 662/96.
Nel corso del 2018, in occasione del centenario della statalizzazione del museo, sono state ospitate mostre ed eventi di rilevanza speciale.

## Percorso espositivo
Le opere sono esposte in quaranta sale su due piani del palazzo. Per comodità di esposizione lungo il percorso si possono individuare i seguenti periodi storici.

### Il Duecento e il Trecento

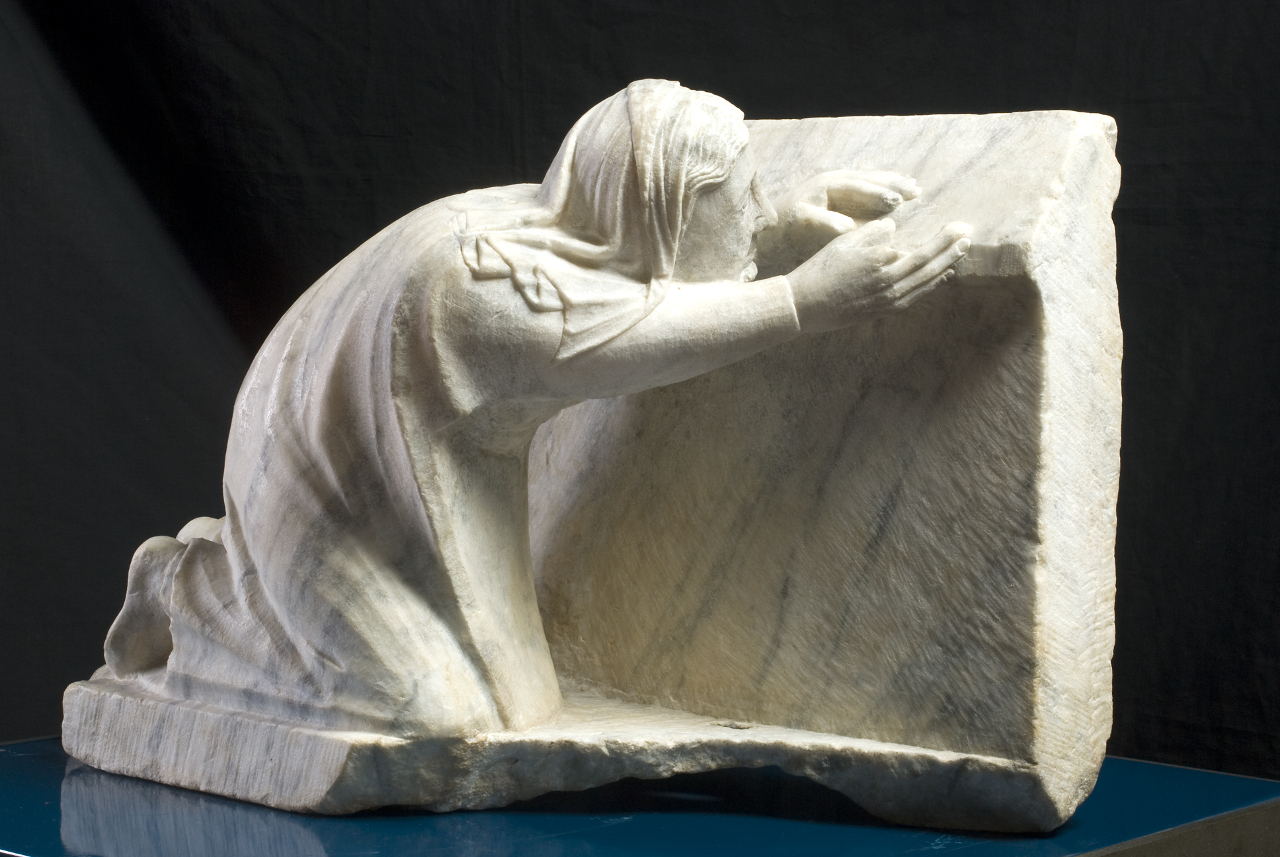
Arnolfo di Cambio, fontana 'pedi platee', particolare, 1278-1281

Questa sezione comprende le prime quattro sale; moltissime le opere importanti; tra queste il Crocifisso ligneo della prima metà del 1200, proveniente dalla chiesa di Santa Maria di Roncione presso Deruta, unico elemento superstite di un gruppo di figure a grandezza naturale; alcune opere scultoree di carattere profano (formelle raffiguranti Roma e la lupa capitolina, opera di Nicola e Giovanni Pisano e le cinque sculture in marmo di Carrara eseguite da Arnolfo di Cambio tra il 1278 e il 1281 per la cosiddetta "fontana pedi platee"); i dipinti del Maestro del Trittico di Perugia e del Maestro di San Francesco, personalità dominante il panorama artistico umbro prima dell'avvento di Giotto da Bondone; nella sala 2 la Madonna col Bambino di Duccio di Buoninsegna documenta la pittura dei primi anni del Trecento, insieme ad altre opere presenti in questa prima sezione. A questo periodo vanno anche riferite alcune sculture di ambito senese in sala 4, tra le quali spicca la statua lignea della Madonna con Bambino del Maestro della Madonna di Perugia. Da segnalare infine la vetrata con Crocifissione dell'assisiate Giovanni di Bonino, artista già presente nell'importante cantiere del Duomo di Orvieto.

### Il tardo Gotico
Di questo periodo, la Galleria nazionale dell'Umbria, nelle successive due sale, conserva alcune delle opere pittoriche di maggior interesse: Madonna in trono col Bambino e angeli musicanti di Gentile da Fabriano (1404) e il Polittico di Pietralunga di Ottaviano Nelli (firmato e datato 1403).

### Il primo Rinascimento

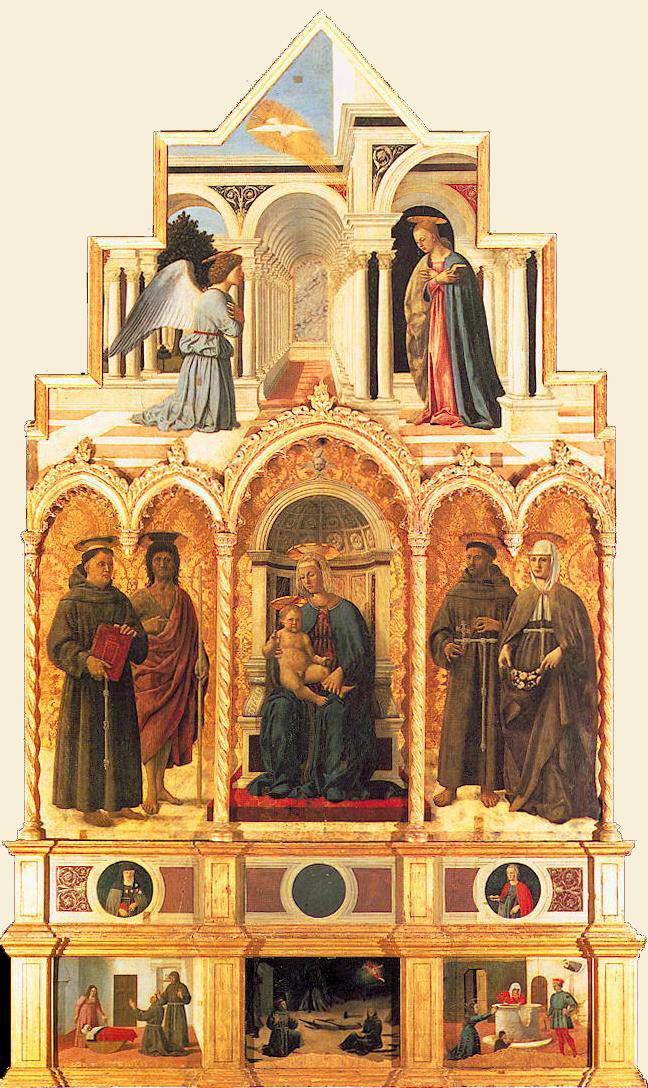
Piero della Francesca, Polittico di Sant'Antonio

Il materiale relativo al primo Rinascimento è raccolto nelle sale che vanno dalla 7 alla 11.  Una delle testimonianze più alte è quella del Beato Angelico che, nel 1447, esegue il polittico di San Domenico, uno dei capolavori del maestro fiorentino e punto di riferimento di molti artisti perugini. La pittura del Beato Angelico è colta anche dal suo allievo Benozzo Gozzoli che, nel 1456, dipinge la pala della Sapienza Nuova.
A queste illustri presenze va aggiunto il Polittico di Sant'Antonio, dipinto tra il 1467 e il 1469 da Piero della Francesca, destinato alla chiesa delle Terziarie francescane dell'omonimo convento perugino.

### Il Quattrocento umbro-marchigiano e il Rinascimento
Il percorso (dalla sala 12 alla 19) si apre con il Gonfalone dei legisti del folignate Niccolò Alunno, del 1466, che lascia a Perugia questa sola opera, concentrando la sua attività soprattutto nelle zone tra Assisi e Foligno. Altri artisti di area umbra orientale descrivono in questa sezione un particolare stile che risente degli influssi rinascimentali sia di area adriatica (Carlo Crivelli e Cosmè Tura) che di provenienza fiorentina (Verrocchio) con esiti che sfociano in un certo gusto espressionista, etichettato recentemente dagli studiosi come "rinascimento eccentrico" tipico della zona appenninica tra Gubbio e Foligno.
Tornando a Perugia, il primo tra i pittori perugini che aderisce al linguaggio rinascimentale è Benedetto Bonfigli, tra le cui opere si può ammirare la bellissima Annunciazione e san Luca (1450-53). In area perugina è anche attivo in questo periodo Bartolomeo Caporali, del quale sono esposte numerose opere che descrivono un articolato percorso artistico tra influenze dal Beato Angelico (Madonna col Bambino e angeli 1465), dal Verrocchio (Trittico della Giustizia 1475) e da Mantegna (Madonna col Bambino entro Ghirlanda 1475 circa). Completano il panorama perugino opere di Fiorenzo di Lorenzo e Sante di Apollonio, artisti appartenenti alla cerchia del Caporali.
Oltre alle tavole della Nicchia di San Bernardino, opera collettiva di molti artisti del periodo tra i quali il giovane Perugino e il Pinturicchio, sono infine da segnalare una pala del cortonese Luca Signorelli recentemente restaurata, una Pietà del fiorentino Piero di Cosimo e un gruppo di sculture realizzato dal fiorentino Agostino di Duccio nel 1475 per decorare la facciata della distrutta chiesa della Maestà delle Volte.

### Il tesoro e le arti minori
Esposti in sala 17 si trovano le oreficerie e gli avori provenienti in gran parte dai musei civici perugini, dove furono raccolti a partire dal 1863 e inventariati senza indicarne l'originaria provenienza, motivo per il quale è oggi impossibile risalire alle destinazioni di origine. Tra questi si segnalano il calice in argento sbalzato e smalti traslucidi di Cataluccio da Todi ed il Calice e Patena di Benedetto XI, opera quest'ultima attribuita ad un seguace di Guccio di Mannaia e che si colloca fra le più alte testimonianze dell'oreficeria senese del XIV secolo. 

Nella sala 18 sono invece visibili alcuni dei tipici tessuti di produzione perugina prodotti tra XIV e XVII sec.

### La cappella dei Priori
Nella sala 21 è possibile ammirare un'altra grande opera di Benedetto Bonfigli: un ciclo di affreschi che decora l'ambiente adibito a chiesa di palazzo. Le pitture narrano episodi della vita di san Ludovico da Tolosa, santo patrono del palazzo e del vescovo sant'Ercolano, santo patrono della città di Perugia. Tra questi ultimi è degno di nota La presa di Perugia da parte di Totila che riporta la storia del martirio di sant'Ercolano durante l'assedio dei Goti comandati da Totila: è visibile un dettagliato scorcio della città anteriore alla demolizione cinquecentesca per la costruzione della Rocca Paolina.
È presente la cimasa della Pala dei Decemviri del Perugino precisamente il Cristo in Pietà.

### Perugino e Pinturicchio

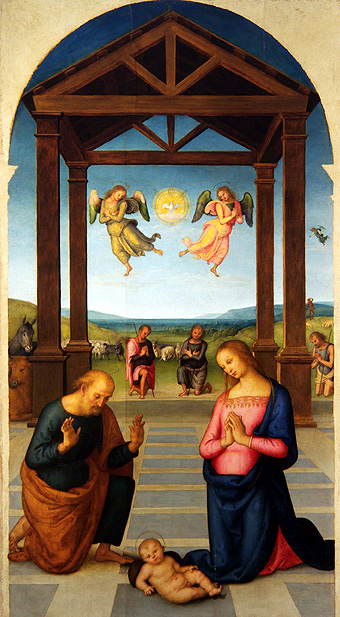
Perugino, Polittico di Sant'Agostino: lAdorazione dei pastori

Grande rilievo assumono, ovviamente, le opere di Pietro di Cristoforo Vannucci, detto il Perugino, nato a Città della Pieve, visibili sia al terzo piano (periodo giovanile) che al secondo piano (sale 22-26).
Per il periodo giovanile sono conservate opere (Adorazione dei Magi, Pietà) tra le quali una tavoletta (San Bernardino che risana da un'ulcera la figlia di Giovanni Antonio Petrazio da Rieti) che risale al 1473, facente parte di un complesso di otto tavolette che costituivano la cosiddetta nicchia di San Bernardino.
Alla fase matura della sua vita artistica appartengono, tra l'altro, la Madonna della Confraternita della Consolazione (1496-1498), il Cristo in pietà già cimasa della Pala dei Decemviri (1495) e la Pala Signorelli (1517). Ma il capolavoro di questi anni maturi è il Polittico di Sant'Agostino, imponente macchina d'altare a due facce, per la quale furono dipinti numerosi pannelli, alcuni dei quali non più a Perugia a seguito delle requisizioni napoleoniche; di tutta l'opera rimangono nel museo solo sette tavole, tutte esposte nelle sale 25 e 26.
Di Bernardino di Betto, detto il Pinturicchio, contemporaneo del Vannucci e suo collaboratore per un certo periodo, si può ammirare l'imponente Pala di Santa Maria dei Fossi (1496-1498) (sala 24), uno dei suoi capolavori della fase matura e massimo esempio della risonanza della scuola pittorica perugina.

### Il secondo Rinascimento
Il periodo si caratterizza inizialmente per la presenza nel capoluogo umbro di allievi o seguaci sia del Perugino che del Pinturicchio (Berto di Giovanni, Eusebio da San Giorgio, Giovanni Battista Caporali, Giannicola di Paolo). Essi contribuiscono a vivacizzare la produzione artistica locale con opere che si rifanno sia ai loro illustri maestri che a Raffaello. Questi dipinti si trovano nelle sale 27, 28 e 29. Altre pregevoli opere sono la Flagellazione, un rilievo in bronzo di Francesco di Giorgio Martini (sala 26) e la Deposizione Baglioni, copia di uno dei maggiori lavori eseguiti da Raffaello, dipinta da Giuseppe Cesari, detto il Cavalier d'Arpino (sala 27).
Nelle sale dalla 30 alla 36 sono presenti opere di esponenti del manierismo umbro. Mentre per Domenico Alfani i riferimenti sono ancora perugineschi e raffaelleschi, dopo la guerra del sale del 1540 la presenza diretta del governo pontificio a Perugia impone limitazioni alla produzione artistica locale. Inizia dunque un periodo di crisi per l'arte figurativa umbra che si farà più marcato dopo la metà del cinquecento. Sulle opere di artisti umbri come Orazio Alfani, Dono Doni e Vincenzo Danti sono evidenti gli influssi da Raffaello e Michelangelo, accanto a quelli tipicamente toscani da Giorgio Vasari, Rosso Fiorentino e Fra Bartolomeo.

### La collezione Martinelli
Valentino Martinelli, insigne storico dell'arte e docente all'Università degli Studi di Perugia negli anni sessanta e settanta del XX secolo, dona al Comune di Perugia, con lascito testamentario del 1997, la sua collezione d'arte comprendente opere di pittura, scultura e grafica realizzate da artisti del barocco romano tra i quali Gian Lorenzo Bernini, Claude Mellan, Johann Paul Schor, Mattia Preti, Carlo Maratta, Domenico Guidi, François Spierre, Giovan Battista Piranesi. Sono attualmente esposte circa una settantina di opere, su un totale di oltre cento, nelle sale 33, 34 e nella cosiddetta "sala dell'orologio" del secondo piano del museo.

### Il seicento
Oltre a opere del tardo cinquecento, le sale 35, 36 e 37 ospitano dipinti e sculture dai caratteri più schiettamente controriformisti e barocchi. In Umbria continua la presenza di artisti forestieri che diffondono le principali correnti tosco-romane del periodo. Si segnalano la Madonna con Bambino del baroccesco Ventura Salimbeni, gli esponenti del classicismo romano Marcello Venusti e Andrea Sacchi, la Madonna orante del Sassoferrato, la Natività della Vergine di Pietro da Cortona, la Santa Cecilia che suona la spinetta di Orazio Gentileschi e i due dipinti del caravaggesco Valentin de Boulogne.

### Il settecento e l'Ottocento
La Partenza di Rinaldo ed Erminia tra i pastori, dell'artista di scuola romana Sebastiano Conca, di evidente gusto rococò, sono le opere settecentesche di maggior rilievo nelle ultime tre sale del percorso espositivo, insieme al Sant'Ambrogio che assolve l'imperatore Teodosio di Pierre Subleyras, precursore dell'imminente neoclassicismo. Per l'Ottocento è significativo un gruppo di dipinti di Jean Baptiste Wicar, maestro neoclassicista francese, direttore dell'Accademia di Belle Arti perugina nei primi anni del secolo, e una serie di vedute della città di Perugia di Giuseppe Rossi, importanti in quanto documenti che testimoniano le trasformazioni ottocentesche della zona della Rocca Paolina, nel centro del capoluogo.

## Opere principali
- Maestro di San Francesco, Crocifisso (1272)
- Maestro del Trittico di Perugia, Madonna col Bambino, Storie di Cristo (1270-1275 circa)
- Arnolfo di Cambio, marmi della fontana "pedi platee" (1278-1281)
- Duccio di Buoninsegna, Madonna col Bambino (1305)
- Maestro della Madonna di Perugia, Madonna col Bambino (1320-1330 circa)
- Gentile da Fabriano, Madonna in trono col Bambino e angeli musicanti (1405-1410 circa)
- Beato Angelico, Pala di Perugia (1438)
- Benozzo Gozzoli, Pala della Sapienza Nuova (1456)
- Piero della Francesca, Polittico di Sant'Antonio (1460-1470 circa)
- Bottega del 1473, Storie di san Bernardino
- Perugino
  - Adorazione dei Magi (1470-1476)
  - Gonfalone con la Pietà (1472 circa)
  - Miracolo del bambino nato morto (1473)
  - Guarigione della fanciulla (1473)
  - Cristo in pietà (cimasa della pala dei Decemviri) (1495)
  - Madonna della Consolazione (1496-1498)
  - Pala Tezi (1500 circa)
  - Gonfalone della Giustizia (1501 circa)
  - Polittico di Sant'Agostino (1502 circa-1523)
  - Pala di Monteripido (1502)
  - Predella della Madonna di Loreto (1507)
  - Pala della Trasfigurazione (1517)
- Pinturicchio, Pala di Santa Maria dei Fossi (1496-1498)
- Orazio Gentileschi, Santa Cecilia suona la spinetta (1615-1620 circa)
- Valentin de Boulogne, Cristo e la Samaritana e Noli me tangere (1620 circa)
- Pietro da Cortona, Natività della Vergine (1643)
- Sebastiano Conca, Partenza di Rinaldo e Erminia tra i pastori (1731)
- Pierre Subleyras, Sant'Ambrogio assolve l'imperatore Teodosio (1745)
- Corrado Giaquinto, Trinità (1750)